# Luís Figo
Luís Filipe Madeira Caeiro Figo (wym. [luˈiʃ ˈfiɣu]; ur. 4 listopada 1972 w Almadzie) – portugalski piłkarz, który grał na pozycji skrzydłowego. Wicemistrz Europy 2004. Uczestnik mistrzostw świata 2002, 2006, mistrzostw europy 1996 i 2000. Zdobywca Ligi Mistrzów UEFA w sezonie (2001/2002) z Realem Madryt. W swojej karierze występował m.in. w Sportingu CP, FC Barcelona, Realu Madryt i Interze Mediolan. Uważany jest za jednego z najlepszych piłkarzy swojej generacji, na co wskazują jego osiągnięcia oraz nagrody (między innymi zdobycie Złotej Piłki w 2000 r.).

## Życiorys
Karierę sportową zaczynał w lokalnym klubie Os Pastilhas. Gdy miał 10 lat, trenował w lizbońskim Sportingu CP, jednej z czołowych drużyn ligi portugalskiej. W młodości zdobył z narodową reprezentacją Mistrzostwo Europy U-16 (1989), a dwa lata później Mistrzostwo Świata U-20.
W ostatnim roku gry w Sportingu podpisał kontrakty z dwoma włoskimi klubami: Juventusem i Parmą, za co został ukarany zakazem gry w lidze włoskiej na dwa lata.

### FC Barcelona
W wieku 22 lat został zawodnikiem FC Barcelona, gdzie wkrótce objął funkcję kapitana drużyny. W Barcelonie Figo spędził pięć lat stając się współautorem zdobycia Mistrzostwa Hiszpanii 1998 i 1999 oraz Pucharu Hiszpanii 1997 i 1998, jak i Pucharu Zdobywców Pucharów.

### Real Madryt
W 2000 przeszedł do największego rywala swojego klubu, tj. do Realu Madryt, za 56 milionów dolarów, co uczyniło go wtedy najdroższym zawodnikiem świata. W tym samym sezonie wygrał w plebiscycie pisma "France Football" na najlepszego piłkarza w Europie, a w plebiscycie FIFA ustąpił miejsca tylko Zidane'owi. W znacznym stopniu przyczynił się do sukcesów swojej drużyny w lidze. W swoim pierwszym sezonie w Madrycie, oprócz 9 goli mógł poszczycić się 17 asystami. Następny sezon Figo ponownie zaczął z wysokiego pułapu, ale na początku 2002 roku doznał kontuzji, która wyłączyła go ze składu na kilka tygodni. Po powrocie do drużyny reprezentował bardzo duży spadek formy, co skutkowało częstymi  zmianami przez Steve'a McManamana. Mimo słabej formy zawodnika, Real zagrał w finale Ligi Mistrzów i zwyciężył w nim 2:1 z Bayerem 04 Leverkusen, a zwycięskiego gola strzelił Zinédine Zidane. W 2005 roku opuścił ekipę z Madrytu.

### Inter Mediolan
5 sierpnia 2005 odbyła się oficjalna prezentacja Luísa Figo jako zawodnika Interu Mediolan. Od 2007 miał grać dla zespołu z Arabii Saudyjskiej – Ittihad FC, lecz klub ten nie wywiązał się z kontraktu, wobec czego pozostał w dotychczasowym klubie. 31 maja 2009 zakończył karierę piłkarską, schodząc z boiska w 42. minucie meczu przeciwko Atalancie (mecz zakończył się wynikiem 4:3 dla Interu).

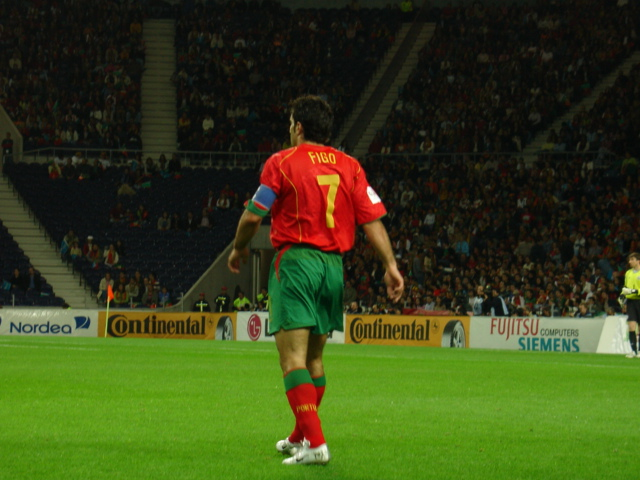
Luís Figo w barwach reprezentacji Portugalii

### Reprezentacja
Od 1991 grał także w reprezentacji Portugalii Po mistrzostwach Europy w 2004, na których Portugalia przegrała w finale z Grecją, ogłosił zakończenie reprezentacyjnej kariery. Po kilkumiesięcznej przerwie zdecydował się jednak na powrót do gry w reprezentacji kraju. Wziął udział w rozgrywkach eliminacyjnych do Mistrzostw Świata w 2006 i w samych mistrzostwach. W barwach drużyny narodowej rozegrał łącznie 127 meczów i strzelił 32 gole.

### Statystyki w karierze
| Klub             | Sezon            | Liga    | Liga | Puchar  | Puchar | Europejskie puchary | Europejskie puchary | Razem   | Razem |
| Klub             | Sezon            | Występy | Gole | Występy | Gole   | Występy             | Gole                | Występy | Gole  |
| ---------------- | ---------------- | ------- | ---- | ------- | ------ | ------------------- | ------------------- | ------- | ----- |
| Sporting CP      | 1989/90          | 3       | 0    | -       | -      | -                   | -                   | 3       | 0     |
| Sporting CP      | 1990/91          | 3       | 0    | -       | -      | -                   | -                   | 3       | 0     |
| Sporting CP      | 1991/92          | 34      | 1    | 7       | 0      | 2                   | 0                   | 43      | 1     |
| Sporting CP      | 1992/93          | 32      | 0    | 8       | 1      | 2                   | 0                   | 42      | 1     |
| Sporting CP      | 1993/94          | 31      | 8    | 1       | 0      | 3                   | 0                   | 35      | 8     |
| Sporting CP      | 1994/95          | 34      | 7    | 7       | 3      | 2                   | 0                   | 43      | 10    |
| Sporting CP      | Razem            | 137     | 16   | 23      | 4      | 9                   | 0                   | 169     | 20    |
| FC Barcelona     | 1995/96          | 35      | 5    | 8       | 1      | 10                  | 3                   | 53      | 9     |
| FC Barcelona     | 1996/97          | 36      | 4    | 9       | 2      | 8                   | 1                   | 53      | 7     |
| FC Barcelona     | 1997/98          | 35      | 5    | 4       | 0      | 7                   | 1                   | 46      | 6     |
| FC Barcelona     | 1998/99          | 34      | 7    | 10      | 1      | 6                   | 1                   | 50      | 9     |
| FC Barcelona     | 1999/00          | 32      | 9    | 2       | 0      | 13                  | 5                   | 47      | 14    |
| FC Barcelona     | Razem            | 172     | 30   | 33      | 4      | 44                  | 11                  | 249     | 45    |
| Real Madryt      | 2000/01          | 34      | 9    | 1       | 0      | 14                  | 5                   | 49      | 14    |
| Real Madryt      | 2001/02          | 28      | 7    | 6       | 1      | 10                  | 3                   | 44      | 11    |
| Real Madryt      | 2002/03          | 33      | 10   | 1       | 0      | 15                  | 2                   | 49      | 12    |
| Real Madryt      | 2003/04          | 36      | 9    | 8       | 3      | 11                  | 1                   | 55      | 13    |
| Real Madryt      | 2004/05          | 33      | 3    | 0       | 0      | 10                  | 4                   | 43      | 7     |
| Real Madryt      | Razem            | 164     | 38   | 16      | 4      | 60                  | 15                  | 240     | 57    |
| Inter Mediolan   | 2005/06          | 34      | 5    | 2       | 0      | 8                   | 1                   | 45      | 6     |
| Inter Mediolan   | 2006/07          | 32      | 2    | 7       | 1      | 7                   | 0                   | 47      | 3     |
| Inter Mediolan   | 2007/08          | 17      | 1    | 2       | 0      | 3                   | 0                   | 21      | 1     |
| Inter Mediolan   | 2008/09          | 22      | 1    | -       | -      | 3                   | 0                   | 25      | 1     |
| Inter Mediolan   | Razem            | 105     | 9    | 11      | 1      | 21                  | 1                   | 137     | 11    |
| Razem w karierze | Razem w karierze | 578     | 93   | 83      | 13     | 134                 | 27                  | 795     | 133   |

### Inna działalność
W 2009 wystąpił w filmie Drugie życie.
Jego życiu i karierze poświęcono trzy książki: Born to win, Um ano na vida de Luis Figo i Classe Figo.
Jest pomysłodawcą i założycielem Fundacji "Luísa Figo", zajmującej się od 2003 promocją sportu wśród dzieci i młodzieży wywodzącej się z biedniejszych warstw społecznych, organizacją meczów charytatywnych, rozgrywek młodzieżowych o Puchar "Luísa Figo", prowadzeniem Akademii "Luísa Figo", itp. Za działalność charytatywną Luís Figo otrzymał szereg wyróżnień i nagród państwowych, został ambasadorem dobrej woli UNICEF.

## Życie prywatne

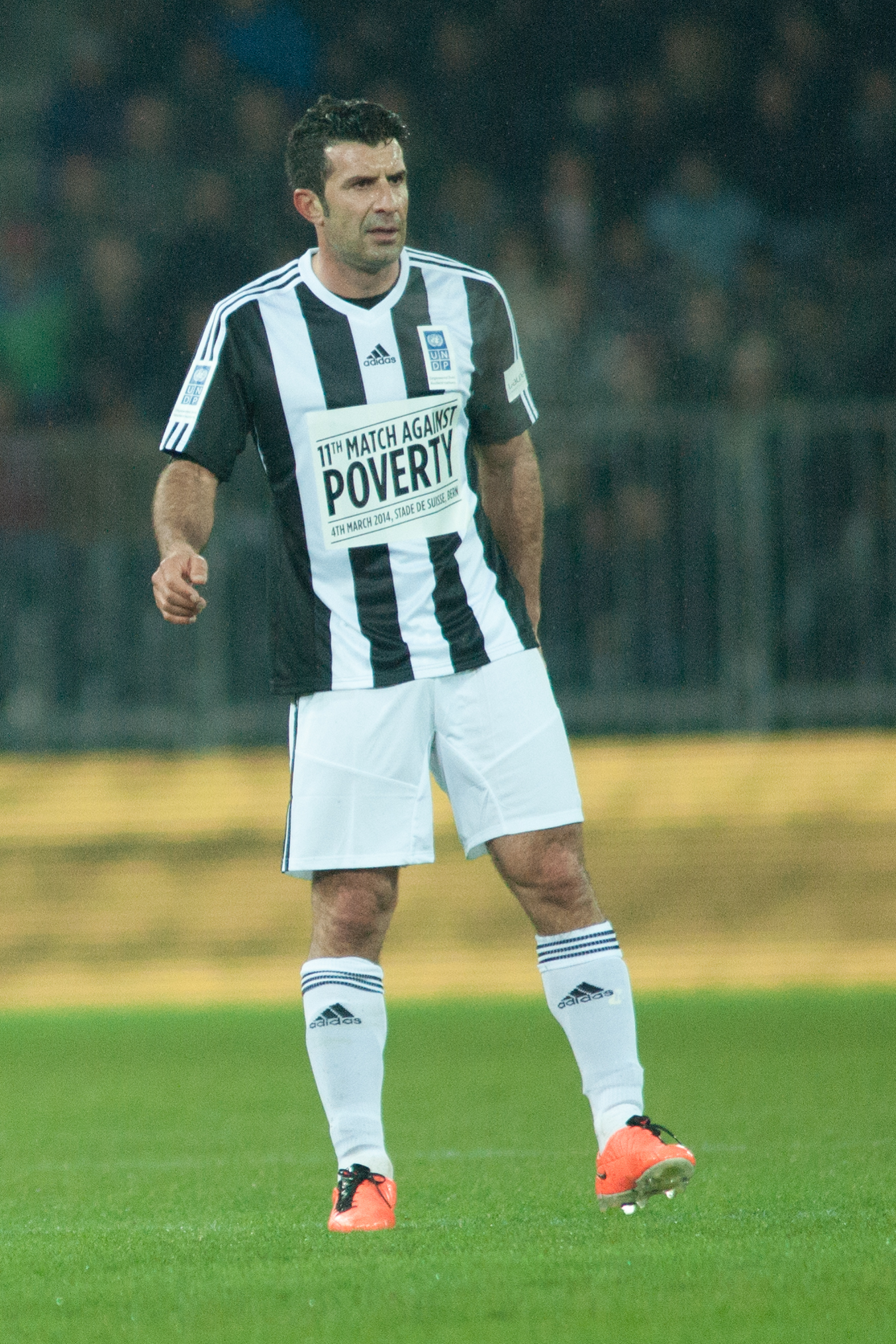
Luís Figo - portugalski piłkarz.

Jest mężem szwedzkiej modelki Helen Svedin, z którą ma trzy córki: Danielę, Martinę i Stellę.
Wraz ze swoim rodakiem, byłym selekcjonerem reprezentacji Portugalii i byłym trenerem reprezentacji młodzieżowej Carlosem Queirozem, Figo był przez krótki czas współwłaścicielem A1 Team Portugal w A1 Grand Prix w sezonie 2005-06.

## Osiągnięcia
Jako piłkarz zdobył m.in. Puchar Mistrzów, Superpuchar Hiszpanii, Superpuchar Europy, Puchar Interkontynentalny, Złotą Piłkę oraz Tytuł Najlepszego Piłkarza Świata.
- Mistrzostwo Europy U-16 – 1989
- Mistrzostwo Świata U-20 – 1991
- Puchar Portugalii 1995
- Mistrzostwo Hiszpanii – 1998, 1999, 2001, 2003
- Puchar Hiszpanii – 1997, 1998
- Superpuchar Hiszpanii – 1996, 2001, 2003
- Puchar Zdobywców Pucharów – 1997
- Superpuchar Europy – 1998, 2002
- Puchar Mistrzów – 2002
- Puchar Interkontynentalny – 2002
- Złota Piłka – 2000
- Tytuł Najlepszego Piłkarza Świata – 2001
- Superpuchar Włoch – 2005, 2006, 2008
- Puchar Włoch – 2006
- Mistrzostwo Włoch – 2006, 2007, 2008, 2009

## Odznaczenia
- Oficer Orderu Infanta Henryka – 2004[7]
- Order Niepokalanej Matki Boskiej z Vila Viçosa (Portugalia) – 2006